# Pangong Tso
Il Pangong Tso, o Lago Pangong (Tso significa lago in lingua Ladakhi) è il lago di maggior estensione della catena montuosa dell'Himalaya, situato ad una quota di circa 4 250 m s.l.m..
È un bacino endoreico con una lunghezza di 134 km, una larghezza massima di 5 km ed una profondità di circa 100 m. Si trova al confine tra India e Cina, parzialmente all'interno della Zona di confine contesa tra i due Paesi. Circa il 60% della lunghezza del lago si trova in Tibet. 
Nonostante sia un lago salato, durante l'inverno ghiaccia completamente.

## Galleria d'immagini

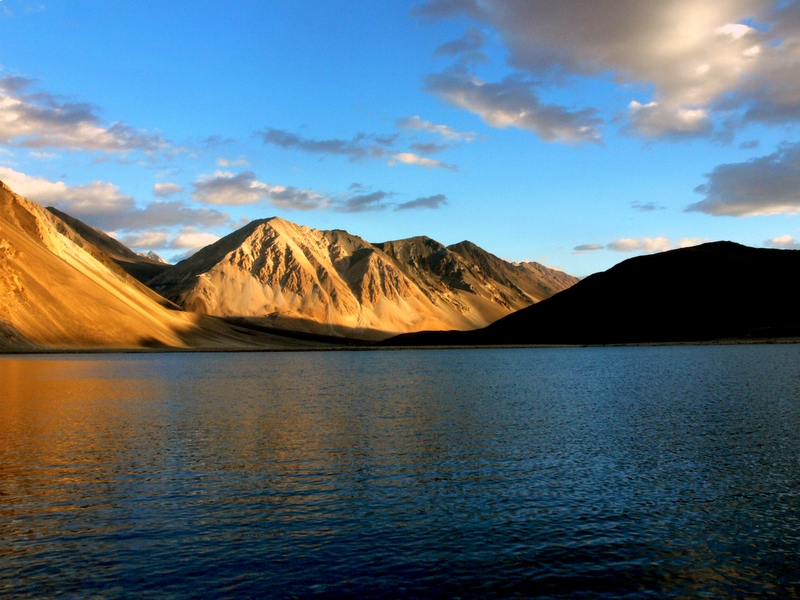
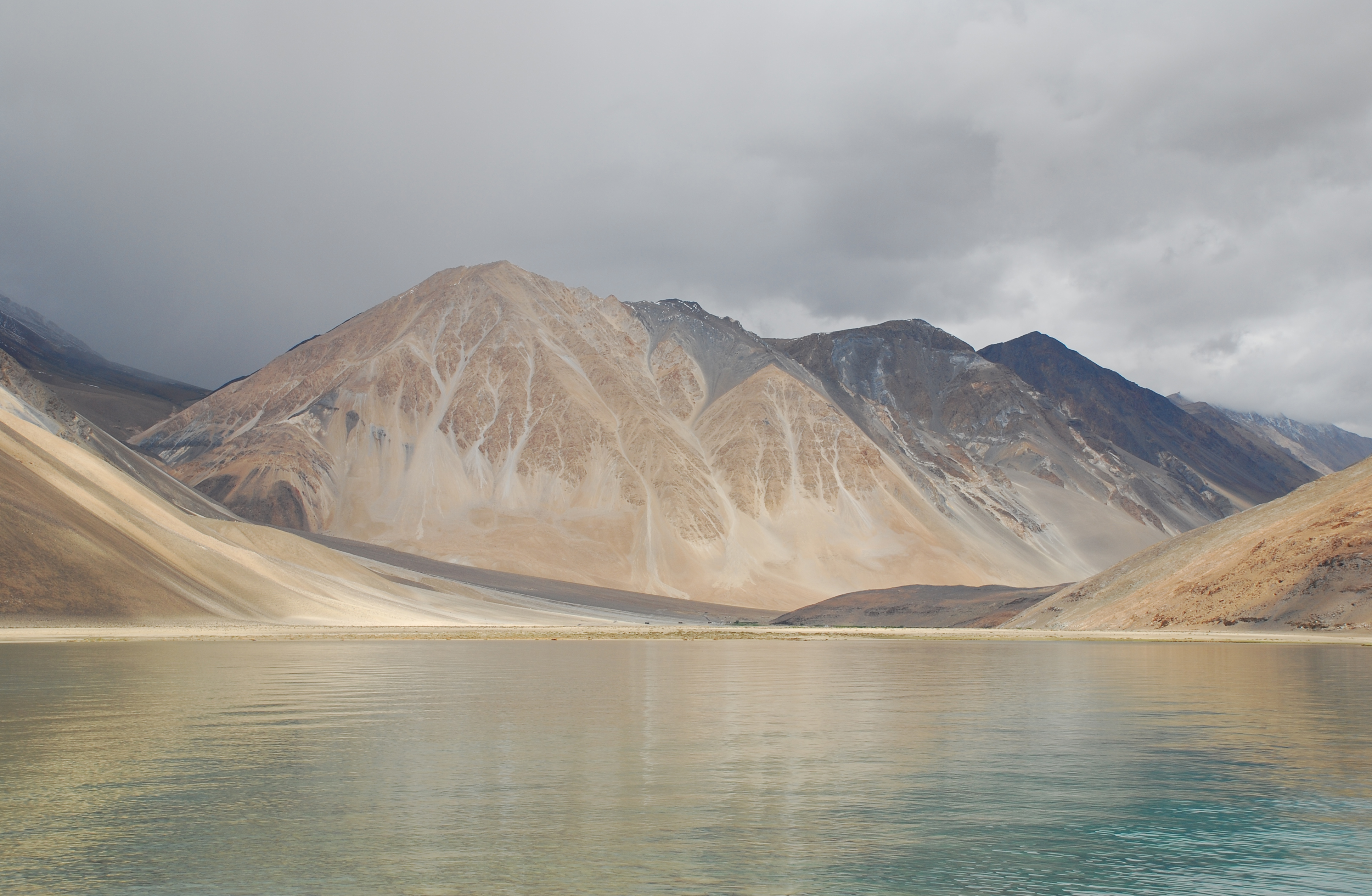
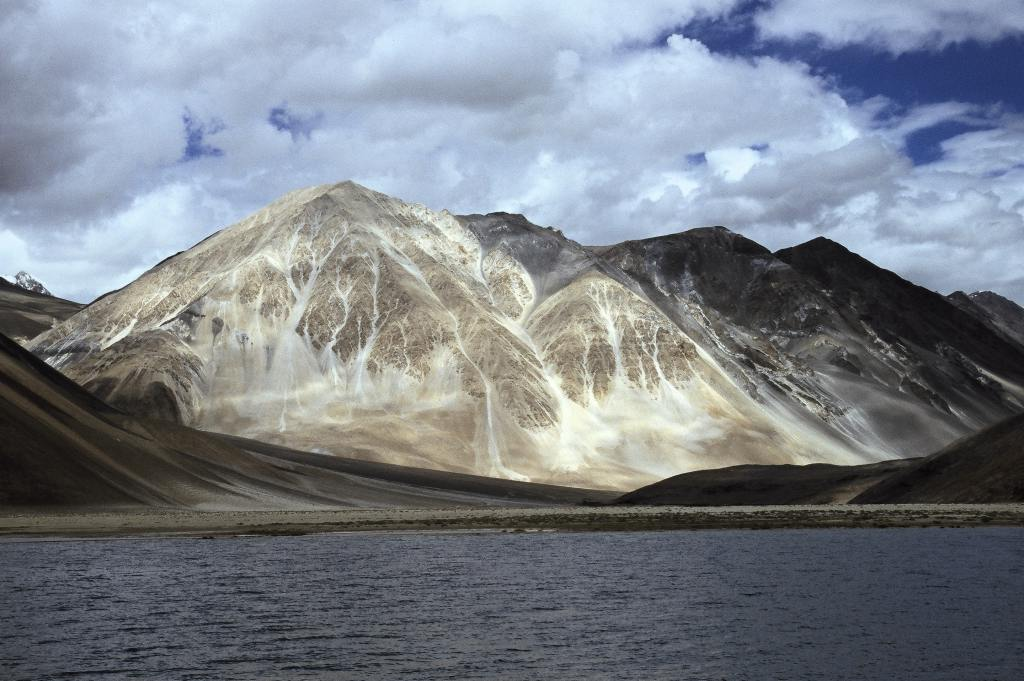
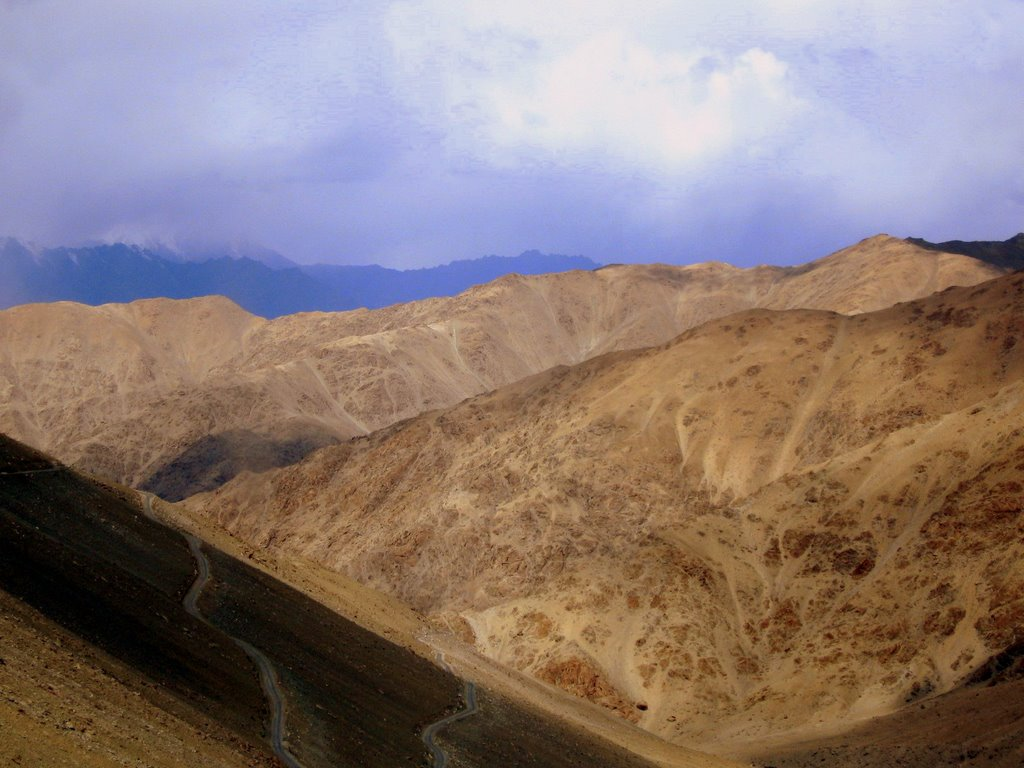
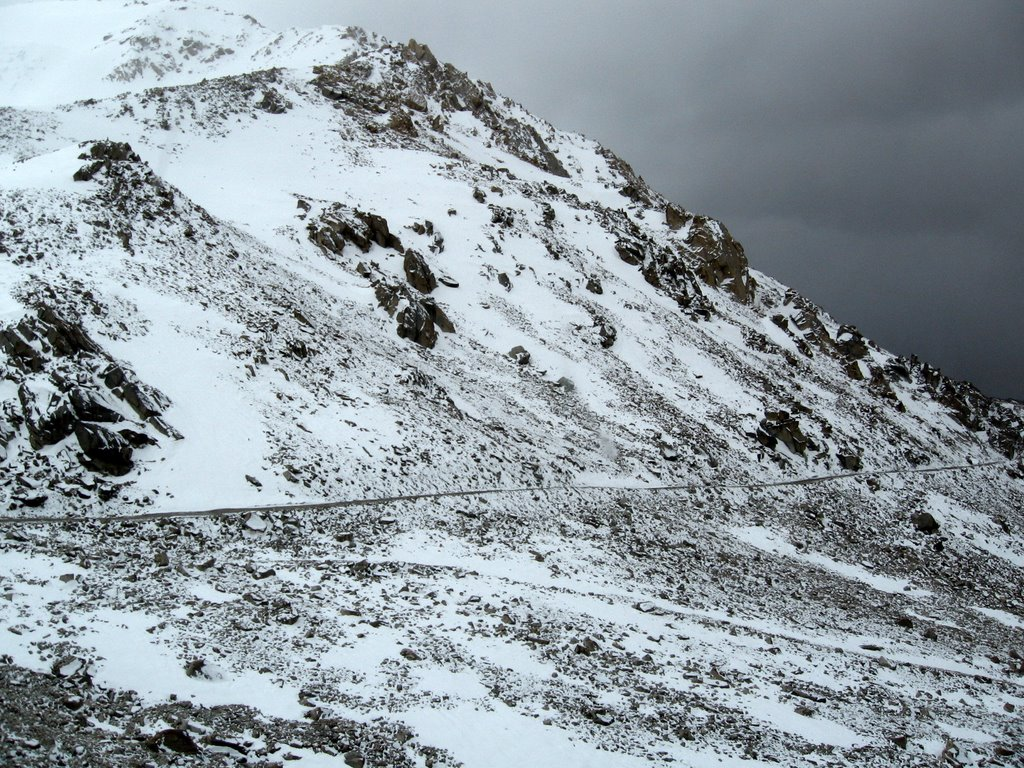
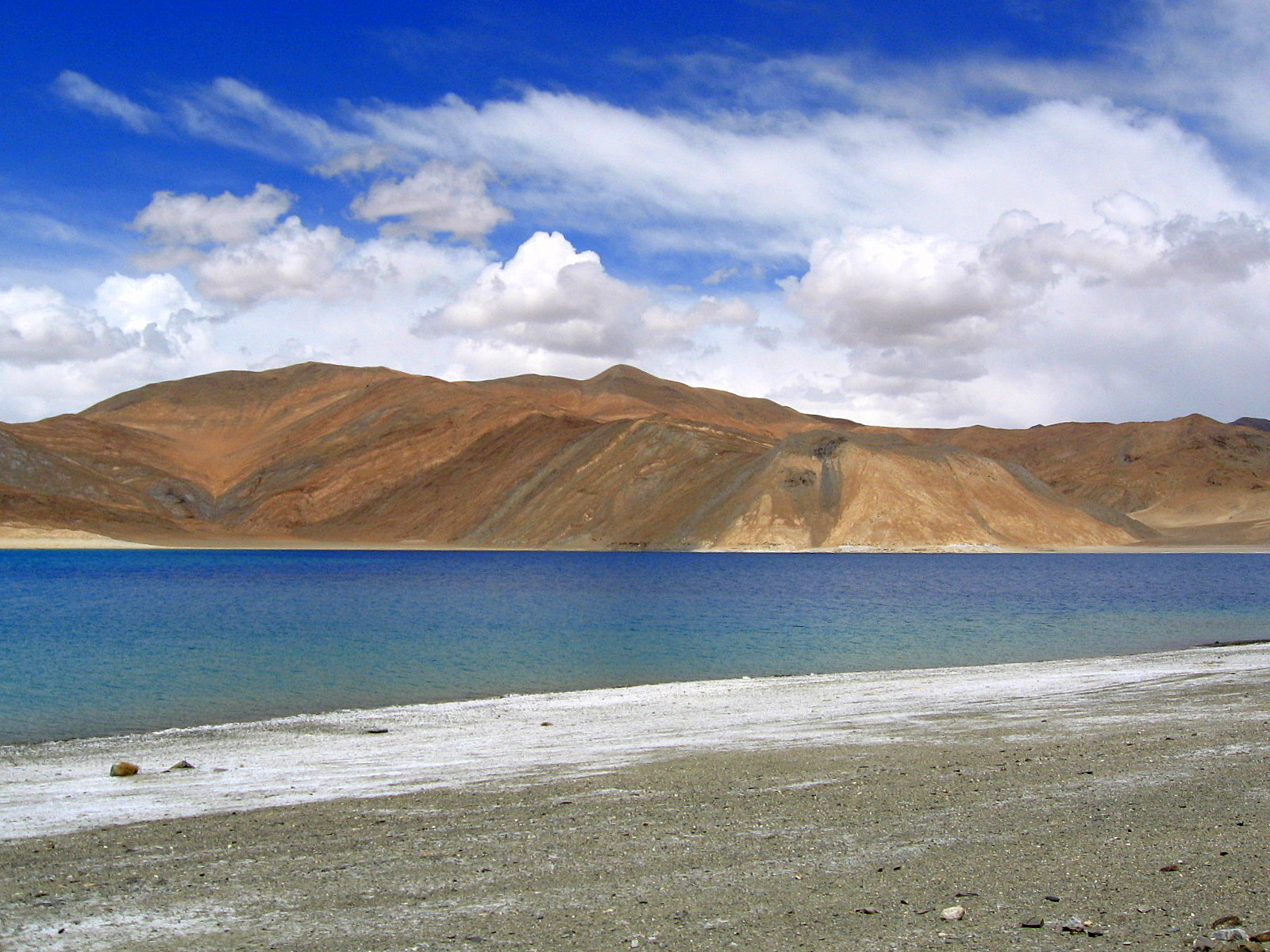
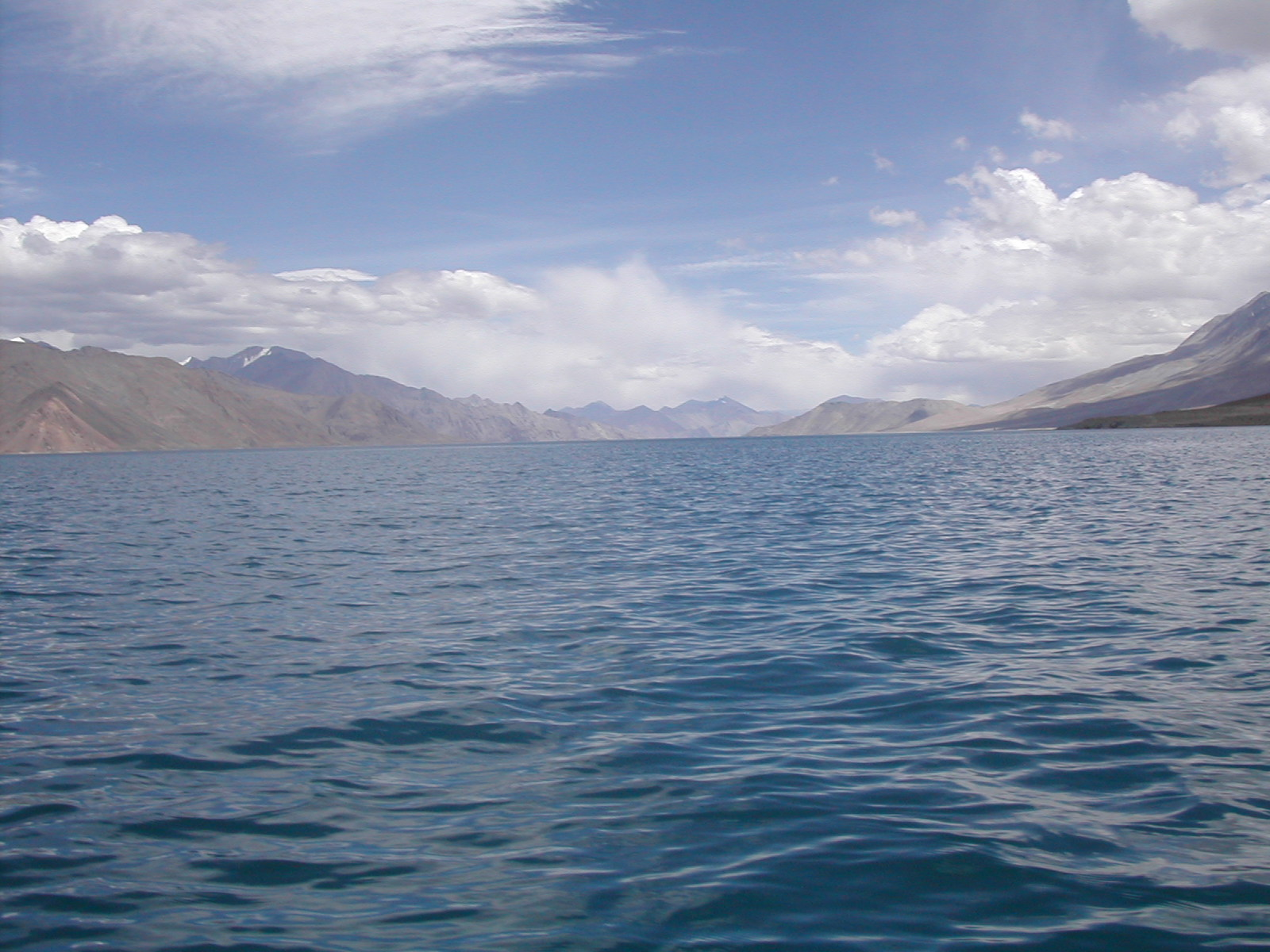
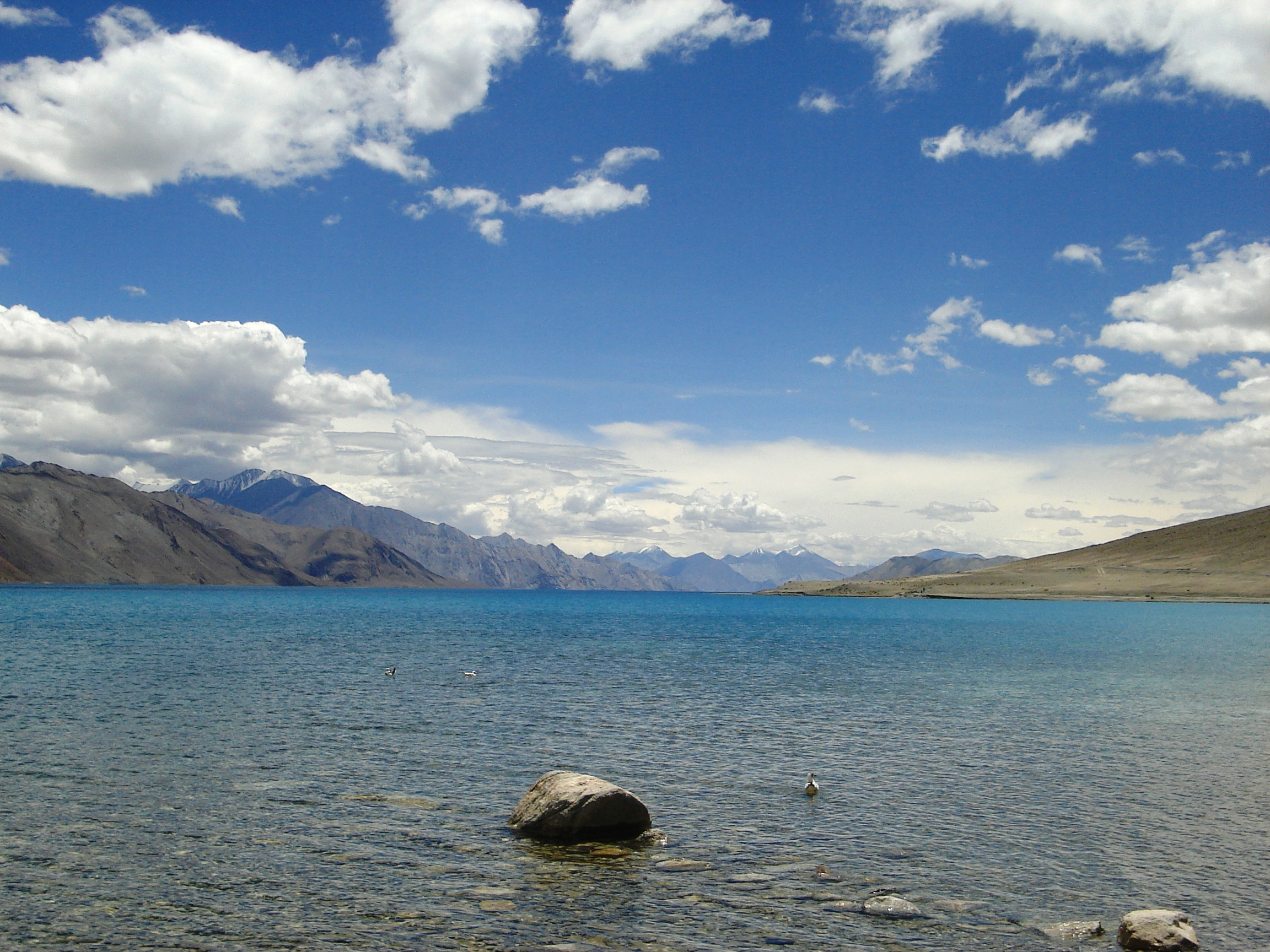